# Dire Straits (musikalbum)
Dire Straits är den brittiska rockgruppen Dire Straits debutalbum, utgivet 9 juni 1978. Albumet blev en succé både i Storbritannien och USA och nådde en andraplats på Billboards albumlista. Singeln "Sultans of Swing" blev bandets första hit.

## Låtlista
Alla låtar är skrivna och komponerade av Mark Knopfler. 
| 1. | Down to the Waterline | 3:55 |
| 2. | Water of Love         | 5:23 |
| 3. | Setting Me Up         | 3:18 |
| 4. | Six Blade Knife       | 4:10 |
| 5. | Southbound Again      | 2:58 |

| 6. | Sultans of Swing | 5:47 |
| 7. | In the Gallery   | 6:16 |
| 8. | Wild West End    | 4:42 |
| 9. | Lions            | 5:05 |

## Medverkande
- Mark Knopfler – gitarr, kompgitarr, sång
- John Illsley – bas, sång
- David Knopfler – gitarr, kompgitarr, sång
- Pick Withers – trummor

## Listplaceringar
| Lista (1978-1979) | Position                |
| ----------------- | ----------------------- |
| Australien        | 1 (Kent Music Report)   |
| Finland           | 12                      |
| Frankrike         | 1                       |
| Island            | 5 (Vísir Vinsældalisti) |
| Kanada            | 2 (RPM)                 |
| Nederländerna     | 3                       |
| Norge             | 10 (VG-lista)           |
| Nya Zeeland       | 2                       |
| Storbritannien    | 5 (UK Albums Chart)     |
| Sverige           | 6 (Topplistan)          |
| USA               | 2 (Billboard 200)       |
| Västtyskland      | 3                       |
| Österrike         | 17                      |